# Stanisława Dowgiałłówna
Stanisława Dowgiałłówna (ur. 1 stycznia 1865, zm. 26 listopada 1933 w Krakowie) – polska farmaceutka, ziemianka, działaczka społeczna i polonijna.

## Życiorys
Stanisława Dowgiałłówna pochodziła z Inflant Polskich, z rodziny ziemiańskiej. Dowgiałłówna uczyła się w Warszawie na tajnym Uniwersytecie Latającym, tj. kursach dokształcających dla kobiet na poziomie uniwersyteckim. Tam też poznała Jadwigę Sikorską i zachęciła ją do studiów farmaceutycznych, które były jej marzeniem. Wraz z Sikorską i Janiną Kosmowską, odbywała w Warszawie praktykę i kurs u magistra Alfonsa Bukowskiego, po którym wszystkie trzy zdały egzamin podaptekarski.
Po egzaminie tym można było zostać pomocnikiem aptekarskim, by po kolejnych trzech latach praktyki uzyskać prawo rozpoczęcia dwuletnich studiów na uniwersytecie. Te z kolei dawały prawo do prowadzenia apteki. Jesienią 1890 roku Dowgiałłówna i Sikorska bez powodzenia szukały apteki, która gotowa by była przyjąć je na praktykę. Ostatecznie dzięki pomocy znajomych zostały przyjęte do krakowskiej apteki Iwańskiego, ale z nakazem pracy na zapleczu i zakazem przygotowywania leków, ponieważ właściciel obawiał się, że kobiety mogą odstraszyć klientów. Wbrew jego obawom apteka stała się dzięki kobietom bardzo popularna, na tyle, że dopuścił praktykantki do przygotowywania leków. Pomimo tego nie płacił im za pracę, wiedząc, że w innych aptekach nie dostaną zatrudnienia, a kiedy po ukończeniu stażu chciały odejść, w celu odbycia dodatkowego kursu teoretycznego, szantażował je, grożąc niewydaniem świadectwa praktyki.
Pomimo dobrego przygotowania, Uniwersytet Warszawski odmówił im wstępu na kurs przygotowujący do egzaminu prowizorskiego (odpowiednik magistra w Rosji), nakazując im samodzielnie zdobyć stosowną wiedzę. Wówczas znalazły się w grupie ponad 60 kobiet (oprócz jednej, wszystkie pochodziły z Królestwa Polskiego), które za namową Kazimiery Bujwidowej rozpoczęły starania o wstęp na Uniwersytet Jagielloński.
Władze uczelni pozwoliły ostatecznie kobietom uczęszczać na zajęcia uniwersyteckie na zasadzie wyjątku, wybierając na próbę trzy spośród kandydatek. W 1894 roku Dowgiałłówna została przyjęta na studia wraz z Kosmowską i Sikorską w charakterze hospitantki (tj. bez zgody na uzyskanie dyplomu). Ponadto musiały zdobyć zgodę od każdego z wykładowców na uczęszczanie na ich wykłady, a po każdym semestrze – ubiegać się o pozwolenie na kontynuowanie studiów. Pomimo obaw o powtórzenie się ekscesów z uczelni zachodnich, krakowscy studenci okazali się życzliwie nastawieni do kobiet na uczelni. Mieszkańcy z uwagą przyglądali się tym pierwszym trzem studentkom, rozpoznawano je w miejscach publicznych i robiono im zdjęcia.
Po ukończonych studiach w 1897 roku nie uzyskały zgody na zdawanie egzaminów warunkujących uzyskanie dyplomu prowizora. Dowgiałłówna złożyła wówczas stosowne dokumenty na Wydziale Lekarskim Uniwersytetu Moskiewskiego i pod koniec 1897 roku zdała egzamin, uzyskując stopień prowizora z odznaczeniem. Przez pięć kolejnych lat prowadziła aptekę w Wielonach w Inflantach, zajmując się także promocją kultury i higieny wśród miejscowej ludności wiejskiej. Następny rok spędziła pracując w aptece Antoniny Leśniewskiej w Petersburgu, po czym na dwa lata wróciła do Krakowa, by podjąć pracę w drogerii koleżanki, Jadwigi Sikorskiej-Klemensiewiczowej. W tym czasie odbyła naukę w Studium Rolniczym Uniwersytetu Jagiellońskiego.
W 1907 roku przejęła rodzinny majątek pod Rzeżycą w Inflantach, który prowadziła samodzielnie, stosując najnowsze naukowe metody pracy na roli. Po rewolucji październikowej organizowała wraz z okolicznym polskim ziemiaństwem Polską Macierz Szkolną, która prowadziła polskie szkoły w powiecie rzeżyckim i została jej pierwszym prezesem. Udzielała się także w inflanckiej Radzie Polskiej, a po powstaniu państwa łotewskiego podjęła pracę w Komisji Oświatowej Ziemstwa Rzeżyckiego, jako przedstawicielka mniejszości polskiej.
W 1922 roku współtworzyła struktury Związku Polaków w Łotwie i została pierwszym prezesem tej organizacji, a w 1925 roku z jej ramienia została polską delegatką na I Międzynarodowy Kongres Mniejszości Narodowych w Genewie. W latach 1925−1927 była dyrektorem państwowej polskiej szkoły średniej w Rzeżycy, działalność tę prowadziła równolegle do innych działalności społecznych.
Po reformie rolnej z 1927 roku i parcelacji jej majątku, wyemigrowała do Krakowa i pracowała tam jako taksatorka recept przy Okręgowym Związku Kas Chorych. Na tym stanowisku pozostała do śmierci w 1933 roku.